# Olympische Sommerspiele 1924/Leichtathletik – 200 m (Männer)

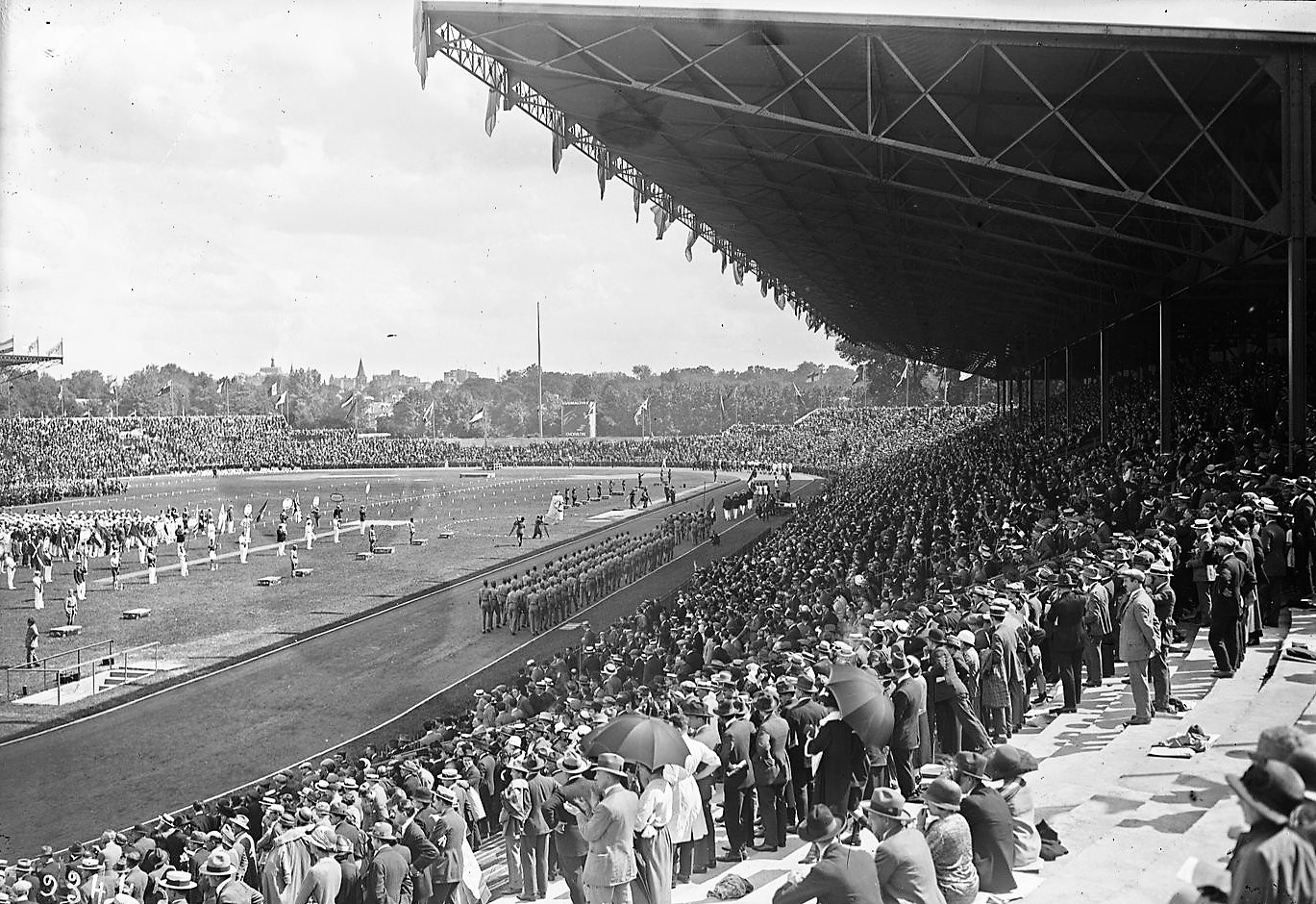
Das Olympiastadion während der Eröffnungszeremonie

Der 200-Meter-Lauf der Männer bei den Olympischen Spielen 1924 in Paris wurde am 8. und 9. Juli 1924 im Stade de Colombes ausgetragen. 65 Athleten nahmen teil.
Olympiasieger wurde der US-Amerikaner Jackson Scholz vor seinem Landsmann Charles Paddock. Bronze ging an den Briten Eric Liddell.
Der Österreicher Rudolf Rauch qualifizierte sich für das Viertelfinale, schied dort in seinem Lauf als Letzter jedoch aus. Der Schweizer Karl Borner kam nicht über den Vorlauf hinaus. Deutsche Sportler waren von der Teilnahme an den Olympischen Spielen weiterhin ausgeschlossen.

## Rekorde

### Bestehende Rekorde
Der Weltrekord über 200 Meter wurde noch bis 1951 nur inoffiziell geführt.
| Weltrekord         | 21,0 s (inoffiziell)              | Charles Paddock ( USA) | Paris, Frankreich | 6. Mai 1923     |
| Olympischer Rekord | 21,6 s (Bahn mit gerader Strecke) | Archie Hahn ( USA)     | OS St. Louis, USA | 31. August 1904 |

### Rekordegalisierung
Der US-amerikanische Olympiasieger Jackson Scholz egalisierte den bestehenden olympischen Rekord, der allerdings auf einer Bahn mit gerader Strecke gelaufen wurde, im Finale am 9. Juli.

## Durchführung des Wettbewerbs
Die Athleten traten am 8. Juli zu insgesamt 17 Vorläufen an. Die jeweils zwei besten Läufer – hellblau unterlegt – qualifizierten sich für das Viertelfinale am gleichen Tag. Auch aus den sechs Viertelfinals kamen die jeweils zwei besten Läufer – wiederum hellblau unterlegt – eine Runde weiter. Die beiden Halbfinals und das Finale wurden am 9. Juli durchgeführt. In den Vorentscheidungen qualifizierten sich jeweils die ersten drei Platzierten – hellblau unterlegt – für den Endlauf.

## Vorläufe
Datum: 8. Juli 1924
Es sind nicht alle Zeiten überliefert.

### Vorlauf 1
| Platz | Name                  | Nation                | Zeit   | Anmerkung |
| ----- | --------------------- | --------------------- | ------ | --------- |
| 1     | Howard Kinsman        | Südafrikanische Union | 21,8 s |           |
| 2     | André Mourlon         | Frankreich            | 21,8 s |           |
| 3     | Pietro Pastorino      | Königreich Italien    | 22,1 s |           |
| 4     | James Hall            | Britisch-Indien       | 22,5 s |           |
| 5     | José-María Larrabeiti | Spanien               | k. A.  |           |

### Vorlauf 2
| Platz | Name             | Nation  | Zeit   | Anmerkung |
| ----- | ---------------- | ------- | ------ | --------- |
| 1     | Bayes Norton     | USA     | 21,8 s |           |
| 2     | Cyril Coaffee    | Kanada  | k. A.  |           |
| 3     | Carlos Garces    | Mexiko  | k. A.  |           |
| 4     | Félix Mendizábal | Spanien | k. A.  |           |

### Vorlauf 3
| Platz | Name             | Nation         | Zeit   | Anmerkung |
| ----- | ---------------- | -------------- | ------ | --------- |
| 1     | Eric Liddell     | Großbritannien | 22,2 s |           |
| 2     | Rudolf Rauch     | Österreich     | 22,6 s |           |
| 3     | Joseph Hilger    | Luxemburg      | k. A.  |           |
| 4     | Herminio Ahumada | Mexiko         | k. A.  |           |

### Vorlauf 4

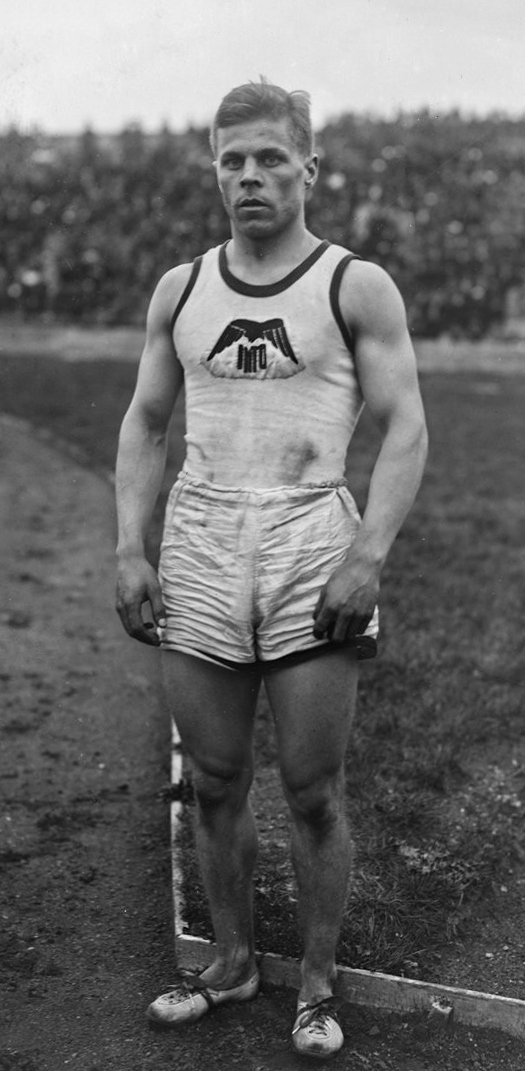
Lauri Härö – ausgeschieden als Vierter des ten Vorlaufs

| Platz | Name               | Nation     | Zeit   | Anmerkung |
| ----- | ------------------ | ---------- | ------ | --------- |
| 1     | Arthur Porritt     | Neuseeland | 22,4 s |           |
| 2     | Laurence Armstrong | Kanada     | k. A.  |           |
| 3     | Karl Borner        | Schweiz    | k. A.  |           |
| 4     | Lauri Härö         | Finnland   | k. A.  |           |
| 5     | Diego Ordóñez      | Spanien    | k. A.  |           |

### Vorlauf 5
| Platz | Name            | Nation                | Zeit   | Anmerkung |
| ----- | --------------- | --------------------- | ------ | --------- |
| 1     | Harry Broos     | Niederlande           | 22,6 s |           |
| 2     | George Dustan   | Südafrikanische Union | k. A.  |           |
| 3     | Paul Hammer     | Luxemburg             | k. A.  |           |
| 4     | Mogens Truelsen | Dänemark              | k. A.  |           |
| 5     | Oto Seviško     | Lettland              | k. A.  |           |

### Vorlauf 6
| Platz | Name           | Nation          | Zeit   | Anmerkung |
| ----- | -------------- | --------------- | ------ | --------- |
| 1     | Jackson Scholz | USA             | 22,4 s |           |
| 2     | George Hester  | Kanada          | k. A.  |           |
| 3     | Terence Pitt   | Britisch-Indien | k. A.  |           |
| 4     | Pierre Parrain | Frankreich      | k. A.  |           |

### Vorlauf 7
| Platz | Name         | Nation             | Zeit   | Anmerkung |
| ----- | ------------ | ------------------ | ------ | --------- |
| 1     | Edwin Carr   | Australien         | 22,6 s |           |
| 2     | William Lowe | Irischer Freistaat | 23,0 s |           |
| 3     | Jan de Vries | Niederlande        | 23,2 s |           |

### Vorlauf 8
| Platz | Name                  | Nation           | Zeit   | Anmerkung |
| ----- | --------------------- | ---------------- | ------ | --------- |
| 1     | John MacKechenneay    | Kanada           | 23,2 s |           |
| 2     | Roy Norman            | Australien       | k. A.  |           |
| 3     | Alexandros Papafingos | Griechenland     | k. A.  |           |
| 4     | Alois Linka           | Tschechoslowakei | k. A.  |           |
| 5     | Wilfred Hildreth      | Britisch-Indien  | k. A.  |           |

### Vorlauf 9
| Platz | Name           | Nation         | Zeit   | Anmerkung |
| ----- | -------------- | -------------- | ------ | --------- |
| 1     | William Nichol | Großbritannien | 22,6 s |           |
| 2     | Ferenc Gerő    | Ungarn         | k. A.  |           |
| 3     | José Martínez  | Mexiko         | k. A.  |           |

### Vorlauf 10
| Platz | Name                | Nation         | Zeit   | Anmerkung |
| ----- | ------------------- | -------------- | ------ | --------- |
| 1     | Harold Abrahams     | Großbritannien | 22,2 s |           |
| 2     | Charles Paddock     | USA            | 22,3 s |           |
| 3     | Gentil dos Santos   | Portugal       | 23,0 s |           |
| 4     | Johannes van Kampen | Niederlande    | 23,1 s |           |

### Vorlauf 11
| Platz | Name                    | Nation       | Zeit   | Anmerkung |
| ----- | ----------------------- | ------------ | ------ | --------- |
| 1     | Paul Brochart           | Belgien      | 23,0 s |           |
| 2     | Konstantinos Pantelidis | Griechenland | k. A.  |           |
| 3     | Stanko Perpar           | Jugoslawien  | k. A.  |           |

### Vorlauf 12
| Platz | Name           | Nation   | Zeit   | Anmerkung |
| ----- | -------------- | -------- | ------ | --------- |
| 1     | Lajos Kurunczy | Ungarn   | 22,6 s |           |
| 2     | Sasago Tani    | Japan    | k. A.  |           |
| 3     | Gvido Jekals   | Lettland | k. A.  |           |

### Vorlauf 13

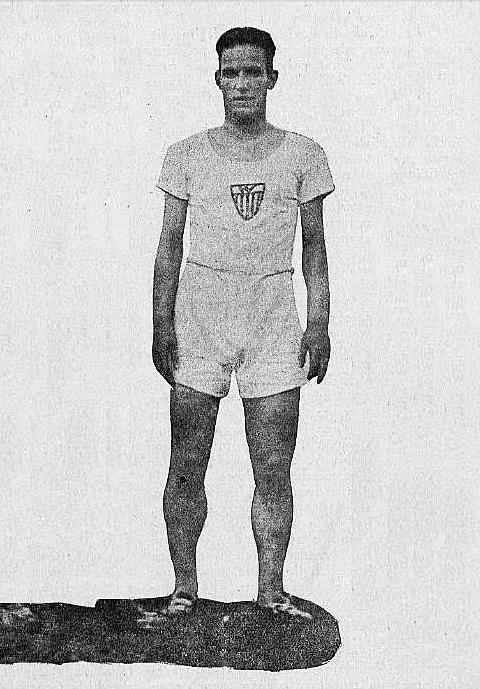
Aleksander Szenajch – ausgeschieden als Vierter des dreizehnten Vorlaufs
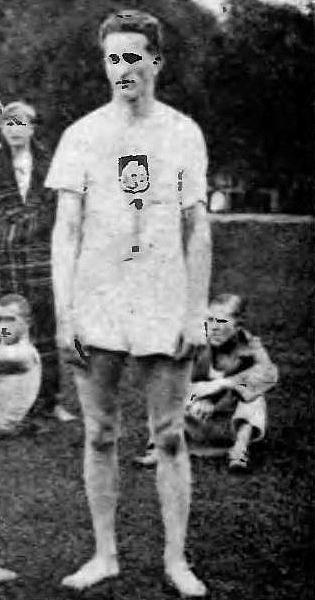
Zygmunt Weiss – ausgeschieden als Dritter des vierzehnten Vorlaufs

| Platz | Name                | Nation         | Zeit   | Anmerkung |
| ----- | ------------------- | -------------- | ------ | --------- |
| 1     | George Hill         | USA            | 22,0 s |           |
| 2     | Thomas Matthewman   | Großbritannien | k. A.  |           |
| 3     | Alvaro de Oliveira  | Brasilien      | k. A.  |           |
| 4     | Aleksander Szenajch | Polen          | 22,8 s |           |
| 5     | Mariano Aguilar     | Mexiko         | k. A.  |           |

### Vorlauf 14
| Platz | Name           | Nation      | Zeit   | Anmerkung |
| ----- | -------------- | ----------- | ------ | --------- |
| 1     | Joseph Jackson | Frankreich  | 22,8 s |           |
| 2     | Félix Escobar  | Argentinien | 23,0 s |           |
| 3     | Zygmunt Weiss  | Polen       | 23,4 s |           |

### Vorlauf 15
| Platz | Name                | Nation      | Zeit   | Anmerkung |
| ----- | ------------------- | ----------- | ------ | --------- |
| 1     | Maurice Degrelle    | Frankreich  | 22,6 s |           |
| 2     | Rinus van den Berge | Niederlande | k. A.  |           |
| 3     | David Nepomuceno    | Philippinen | k. A.  |           |

### Vorlauf 16
| Platz | Name             | Nation             | Zeit   | Anmerkung |
| ----- | ---------------- | ------------------ | ------ | --------- |
| 1     | Sean Lavan       | Irischer Freistaat | 23,2 s |           |
| 2     | Juan Junqueras   | Spanien            | k. A.  |           |
| 3     | Reinhold Kesküll | Estland            | k. A.  |           |

### Vorlauf 17
| Platz | Name           | Nation   | Zeit   | Anmerkung |
| ----- | -------------- | -------- | ------ | --------- |
| 1     | André Théard   | Haiti    | 23,6 s |           |
| 2     | Johans Oja     | Lettland | k. A.  |           |
| 3     | Mohamed Burhan | Türkei   | k. A.  |           |

## Viertelfinale
Datum: 8. Juli 1924
Es sind nicht alle Zeiten überliefert.

### Lauf 1
| Platz | Name            | Nation                | Zeit   | Anmerkung |
| ----- | --------------- | --------------------- | ------ | --------- |
| 1     | Charles Paddock | USA                   | 22,2 s |           |
| 2     | William Nichol  | Großbritannien        | 22,6 s |           |
| 3     | George Dustan   | Südafrikanische Union | k. A.  |           |
| 4     | Johans Oja      | Lettland              | k. A.  |           |
| 5     | Rudolf Rauch    | Österreich            | k. A.  |           |

### Lauf 2
| Platz | Name               | Nation             | Zeit   | Anmerkung |
| ----- | ------------------ | ------------------ | ------ | --------- |
| 1     | Edwin Carr         | Australien         | 21,8 s |           |
| 2     | Eric Liddell       | Großbritannien     | k. A.  |           |
| 3     | Joseph Jackson     | Frankreich         | k. A.  |           |
| 4     | Sean Lavan         | Irischer Freistaat | k. A.  |           |
| 5     | John MacKechenneay | Kanada             | k. A.  |           |
| 6     | Juan Junqueras     | Spanien            | k. A.  |           |

### Lauf 3

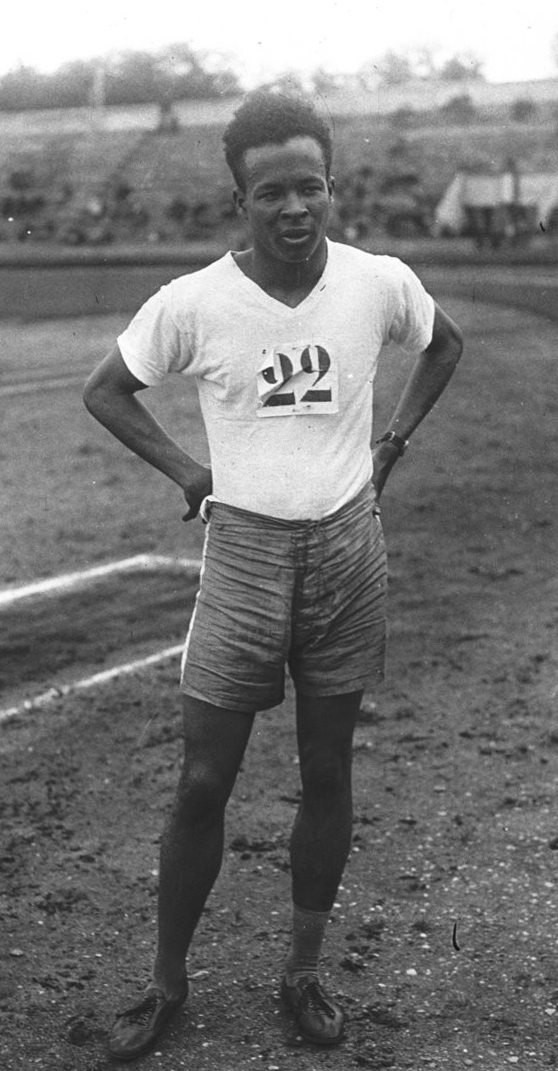
André Théard – ausgeschieden als Vierter des dritten Viertelfinales

| Platz | Name                    | Nation       | Zeit   | Anmerkung |
| ----- | ----------------------- | ------------ | ------ | --------- |
| 1     | Jackson Scholz          | USA          | 21,8 s |           |
| 2     | Cyril Coaffee           | Kanada       | k. A.  |           |
| 3     | Sasago Tani             | Japan        | k. A.  |           |
| 4     | André Théard            | Haiti        | k. A.  |           |
| 5     | Roy Norman              | Australien   | k. A.  |           |
| 6     | Konstantinos Pantelidis | Griechenland | k. A.  |           |

### Lauf 4
| Platz | Name               | Nation         | Zeit   | Anmerkung |
| ----- | ------------------ | -------------- | ------ | --------- |
| 1     | Harold Abrahams    | Großbritannien | 22,0 s |           |
| 2     | Bayes Norton       | USA            | 22,3 s |           |
| 3     | Maurice Degrelle   | Frankreich     | 22,4 s |           |
| 4     | Ferenc Gerő        | Ungarn         | 22,4 s |           |
| 5     | Laurence Armstrong | Kanada         | k. A.  |           |
| 6     | Félix Escobar      | Argentinien    | k. A.  |           |

### Lauf 5

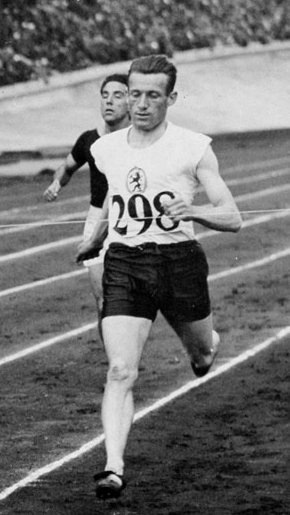
Harry Broos (in Weiß) – ausgeschieden als Fünfter des sechsten Viertelfinales

| Platz | Name                | Nation             | Zeit   | Anmerkung |
| ----- | ------------------- | ------------------ | ------ | --------- |
| 1     | Arthur Porritt      | Neuseeland         | 22,0 s |           |
| 2     | André Mourlon       | Frankreich         | 22,1 s |           |
| 3     | Lajos Kurunczy      | Ungarn             | k. A.  |           |
| 4     | Thomas Matthewman   | Großbritannien     | k. A.  |           |
| 5     | William Lowe        | Irischer Freistaat | k. A.  |           |
| 6     | Rinus van den Berge | Niederlande        | k. A.  |           |

### Lauf 6
| Platz | Name           | Nation                | Zeit   | Anmerkung |
| ----- | -------------- | --------------------- | ------ | --------- |
| 1     | George Hill    | USA                   | 21,8 s |           |
| 2     | Howard Kinsman | Südafrikanische Union | k. A.  |           |
| 3     | Paul Brochart  | Belgien               | k. A.  |           |
| 4     | George Hester  | Kanada                | k. A.  |           |
| 5     | Harry Broos    | Niederlande           | k. A.  |           |

## Halbfinale

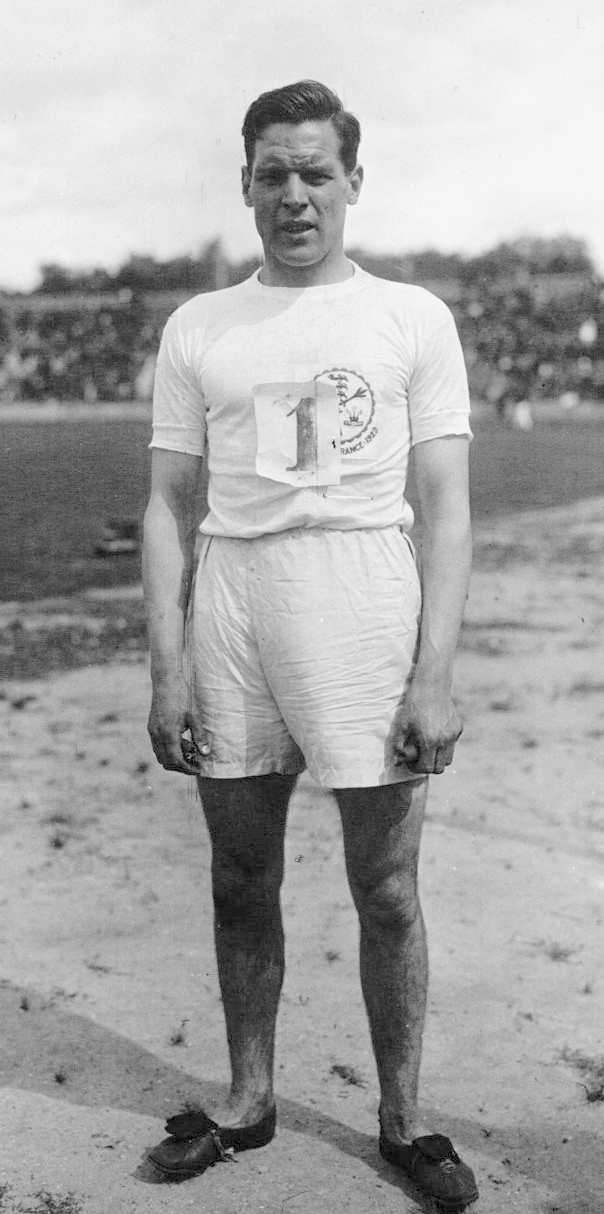
William Nichol – ausgeschieden als Fünfter des ersten Halbfinales
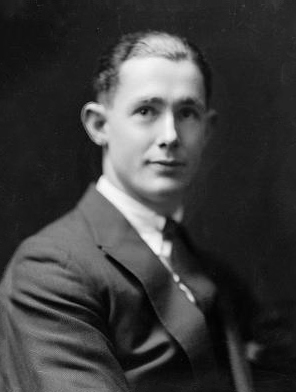
Arthur Porritt – ausgeschieden als Sechster des ersten Halbfinales
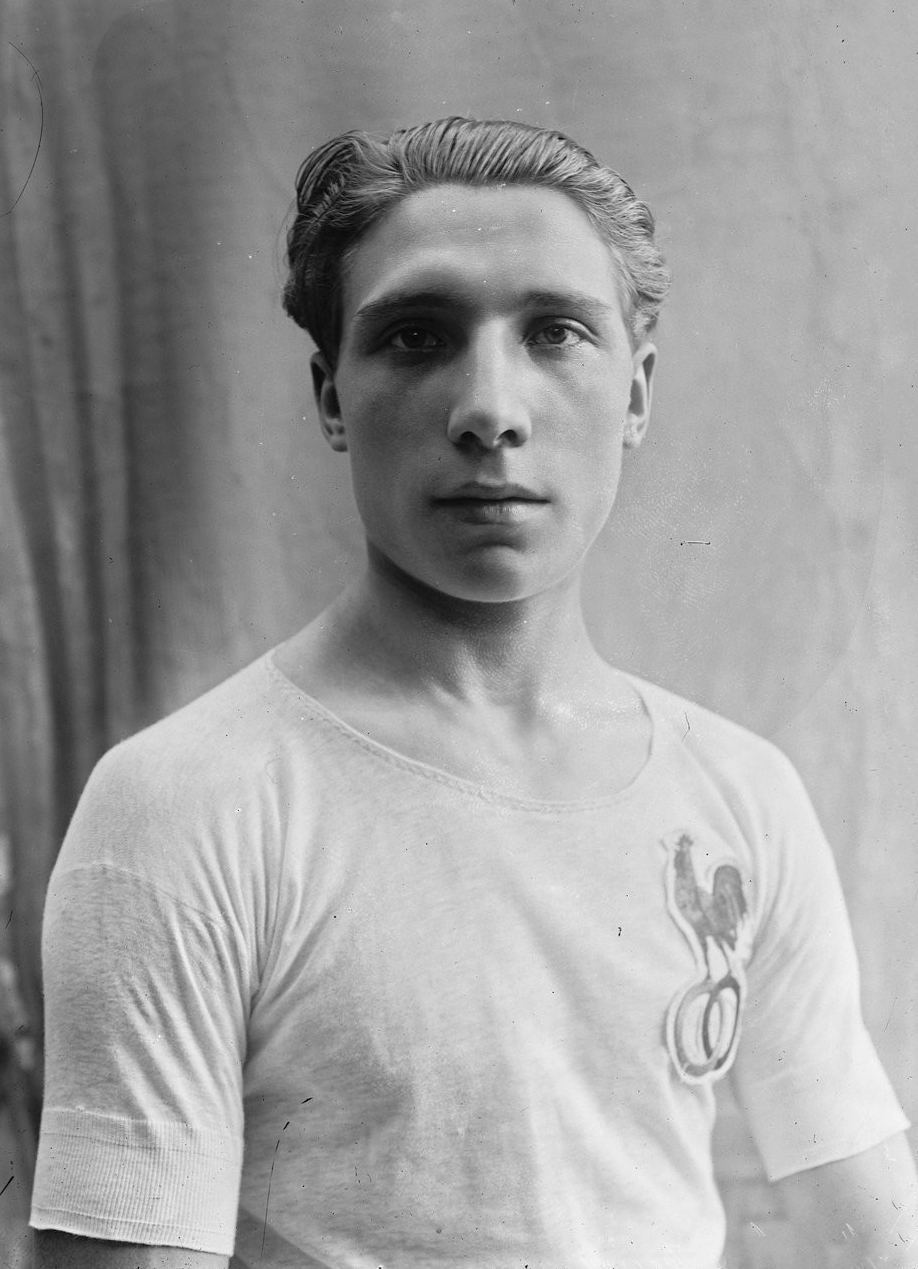
André Mourlon – ausgeschieden als Vierter des zweiten Viertelfinales

Datum: 9. Juli 1924

### Lauf 1
| Platz | Name            | Nation         | Zeit   | Anmerkung |
| ----- | --------------- | -------------- | ------ | --------- |
| 1     | Jackson Scholz  | USA            | 21,8 s |           |
| 2     | George Hill     | USA            | 21,8 s |           |
| 3     | Harold Abrahams | Großbritannien | 21,9 s |           |
| 4     | Edwin Carr      | Australien     | 22,1 s |           |
| 5     | William Nichol  | Großbritannien | 22,4 s |           |
| 6     | Arthur Porritt  | Neuseeland     | 22,6 s |           |

### Lauf 2
| Platz | Name            | Nation                | Zeit   | Anmerkung |
| ----- | --------------- | --------------------- | ------ | --------- |
| 1     | Charles Paddock | USA                   | 21,8 s |           |
| 2     | Eric Liddell    | Großbritannien        | 21,8 s |           |
| 3     | Bayes Norton    | USA                   | 22,1 s |           |
| 4     | André Mourlon   | Frankreich            | 22,2 s |           |
| 5     | Howard Kinsman  | Südafrikanische Union | 22,3 s |           |
| 6     | Cyril Coaffee   | Kanada                | 22,4 s |           |

## Finale
Datum: 9. Juli 1924
| Platz | Name            | Nation         | Zeit   | Anmerkung |
| ----- | --------------- | -------------- | ------ | --------- |
| 1     | Jackson Scholz  | USA            | 21,6 s | ORe       |
| 2     | Charles Paddock | USA            | 21,7 s |           |
| 3     | Eric Liddell    | Großbritannien | 21,9 s |           |
| 4     | George Hill     | USA            | 22,0 s |           |
| 5     | Bayes Norton    | USA            | 22,0 s |           |
| 6     | Harold Abrahams | Großbritannien | 22,3 s |           |

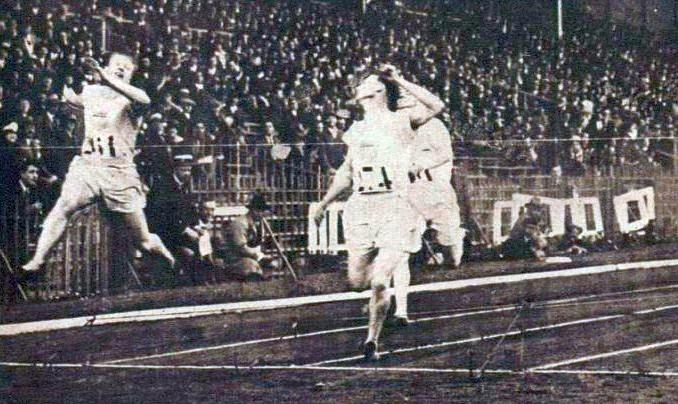
Im Ziel (v. l. n. r.): Charles Paddock, Jackson Scholz, Eric Liddell

Im Finale kam es zu einem rein US-amerikanisch-britischen Duell. Vier Läufer aus den USA traten gegen zwei Briten an.
Zu Beginn der Zielgeraden lagen außer Harold Abrahams, der bereits Boden verloren hatte, ziemlich alle Läufer gleichauf. Nun konnte sich Jackson Scholz absetzen. Charles Paddock kam zwar noch einmal näher, konnte aber Scholz trotz seines Zielsprungs nicht mehr einholen. Scholz stellte Archie Hahns olympischen Rekord von 1904 ein, aber Hahn war damals auf einer geraden Bahn gelaufen. Abrahams Landsmann Eric Liddell gewann die Bronzemedaille, bevor er zwei Tage später Olympiasieger über 400 Meter wurde.
Wie in den Finals 1912 und 1920 siegten also zwei US-Läufer vor einem Briten.
Es war der insgesamt vierte US-Doppelerfolg und der fünfte US-Sieg im sechsten olympischen Finale dieser Disziplin.

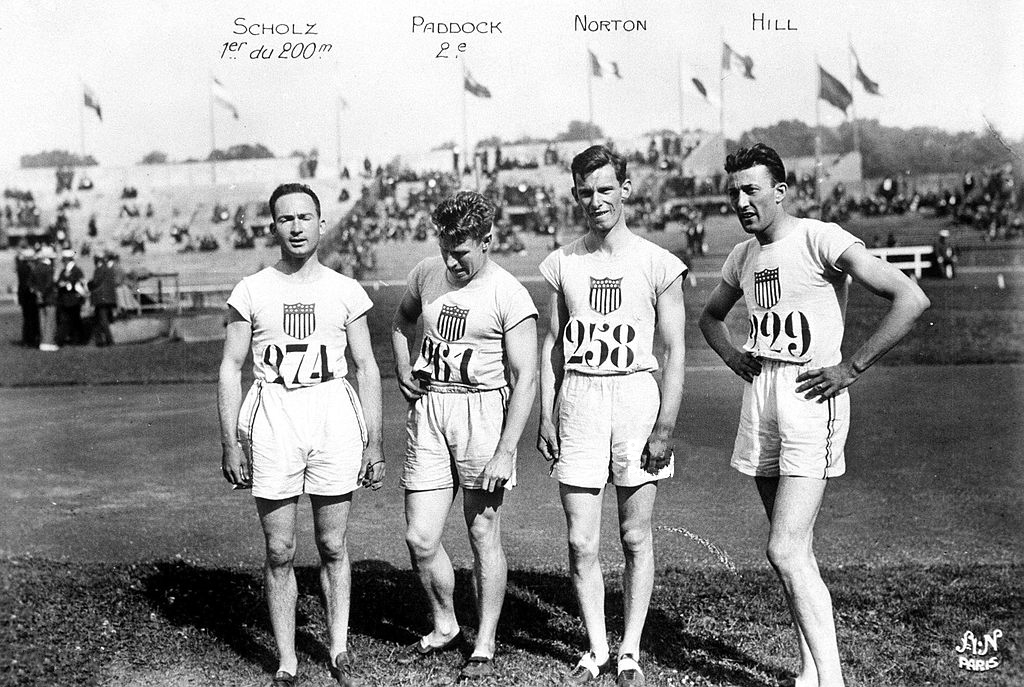
Die vier US-amerikanischen Finalteilnehmer (v. l. n. r.): Jackson Scholtz, Charles Paddock, Bayes Norton, George Hill
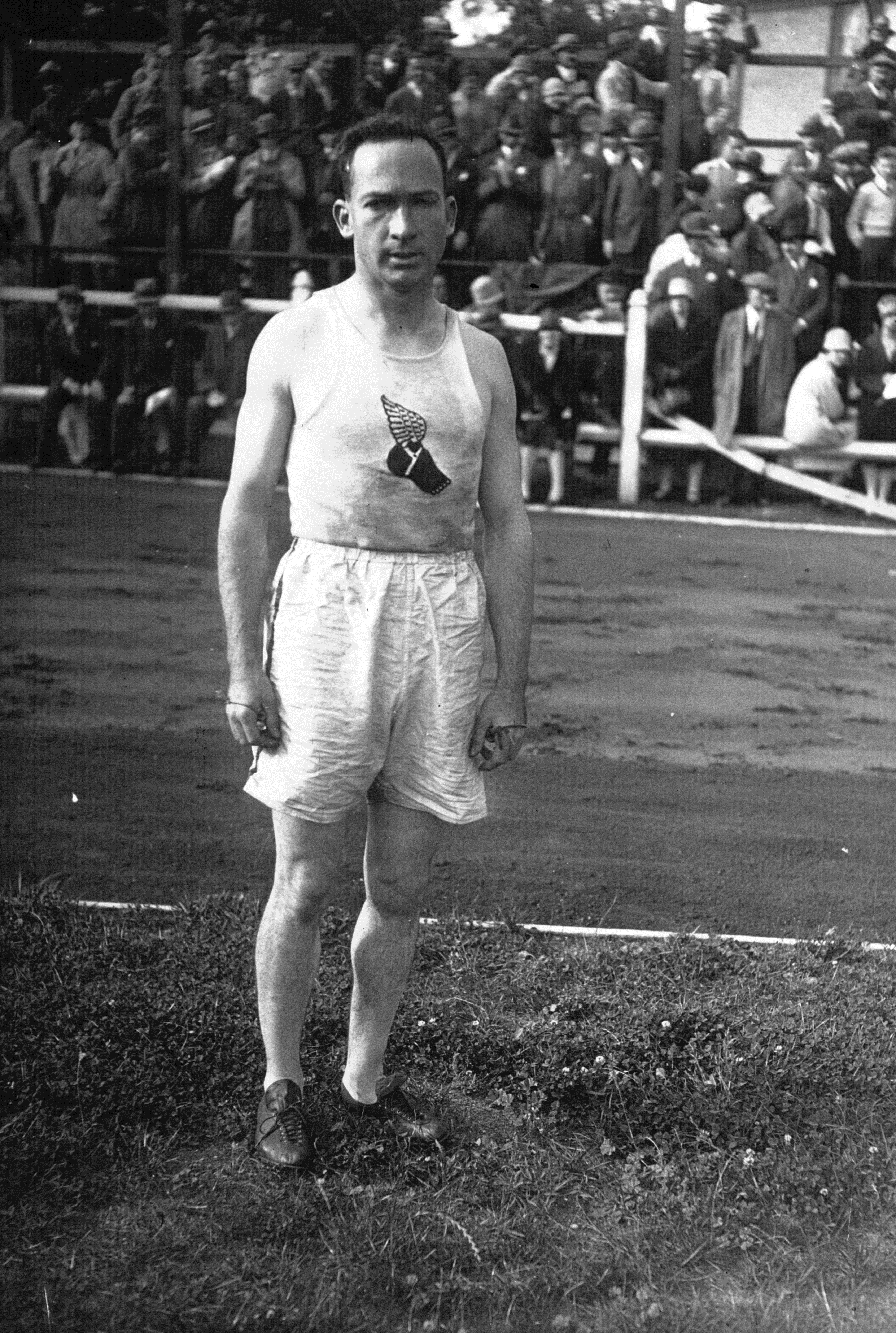
Olympiasieger Jackson Scholz
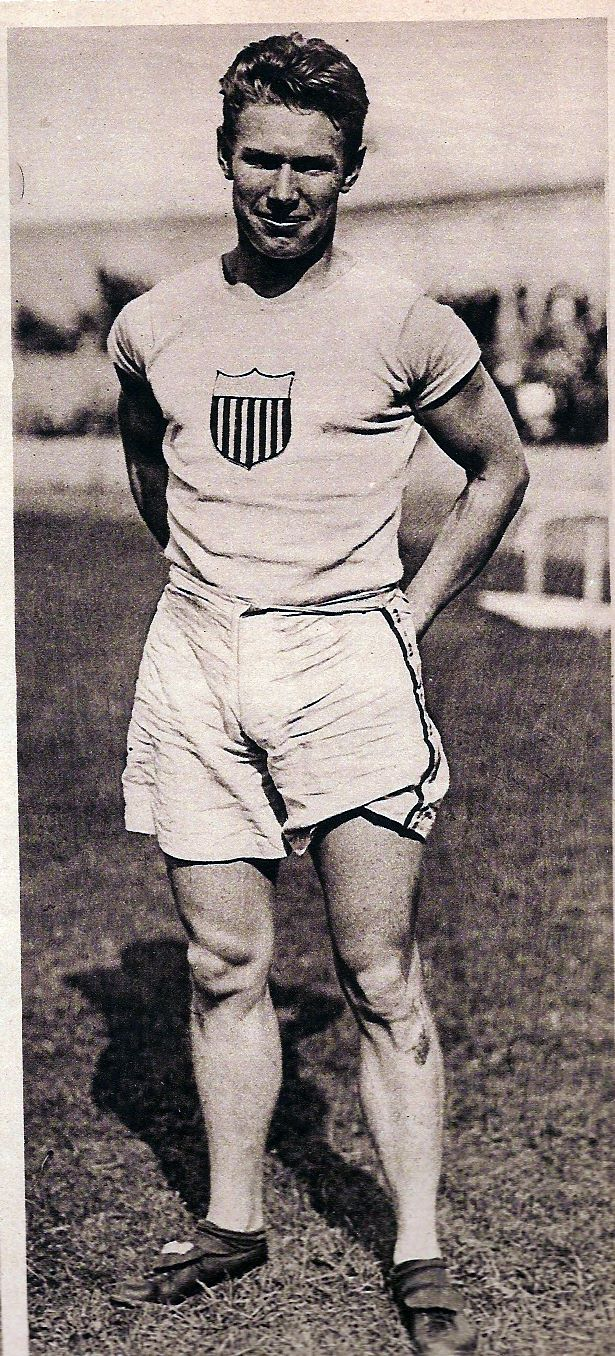
Charles Paddock gewann Silber

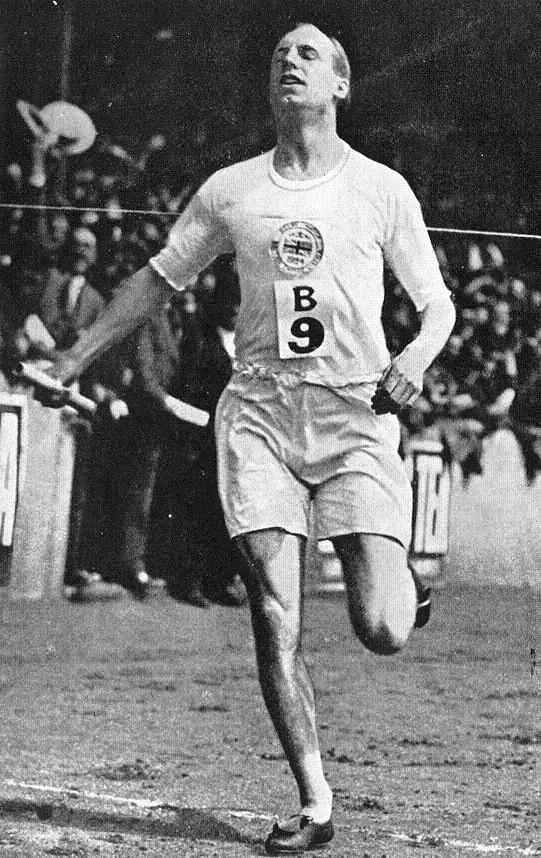
Bronzemedaillengewinner Eric Liddell wurde zwei Tage später Olympiasieger über 400 Meter
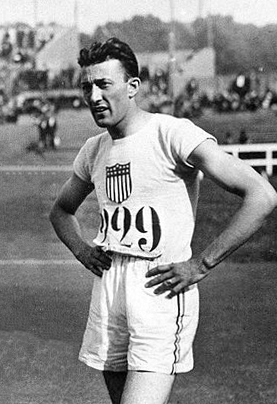
George Hill belegte Rang vier
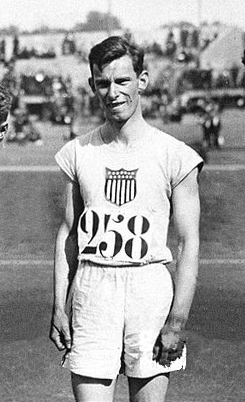
Der fünftplatzierte Bayes Norton
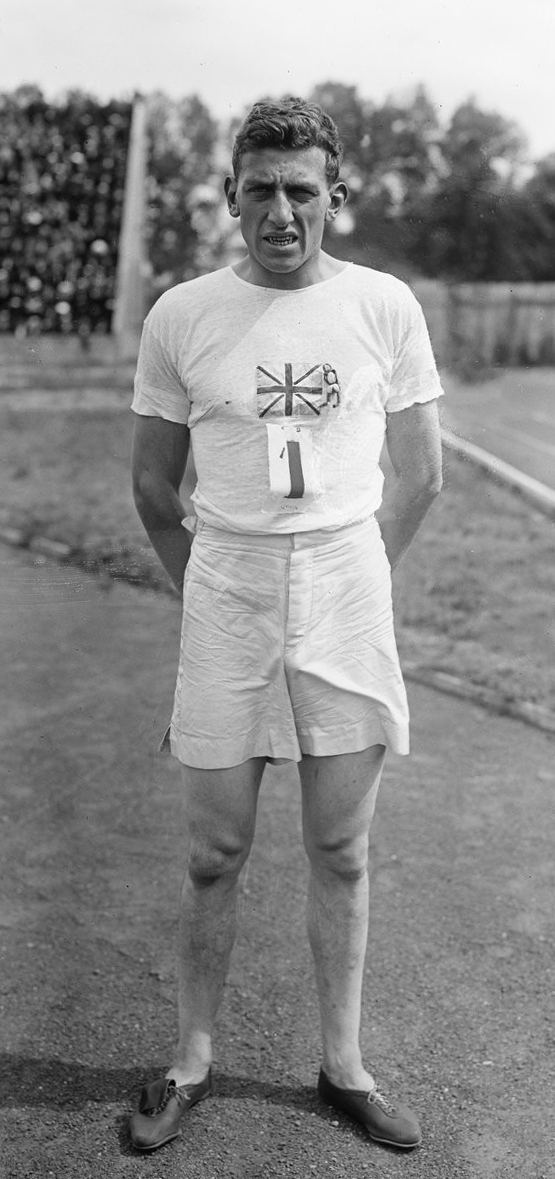
Rang sechs für Harold Abrahams. Den Olympiasieger über 100 Meter

## Video
- The Olympic Games in Paris, 1924 (1925 Documentary), youtube.com, Bereich: 50:30 min bis 51:00 min, abgerufen am 1. Juni 2021